# IC 4721A
IC 4721A — галактика типу E (еліптична галактика) у сузір'ї Павич.
Цей об'єкт міститься в оригінальній редакції індексного каталогу.